# Беримівці

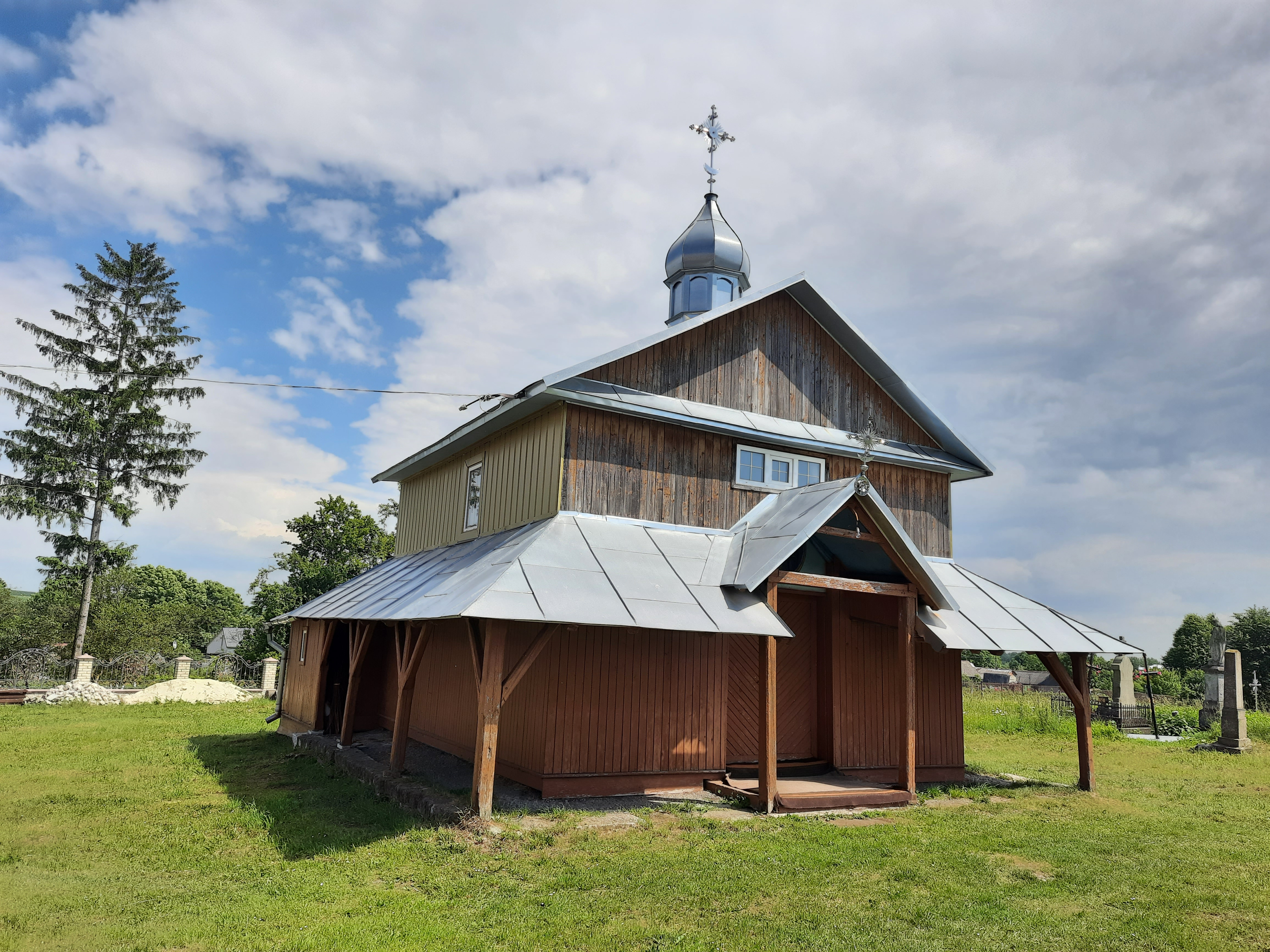
Церква Святого Великомученика Євстафія Плакиди 1924р.

Бери́мівці — село в Україні, у Зборівській міській громаді Тернопільського району Тернопільської області. Розташоване на річці Стрипа, на заході району. До 2016 - центр сільради, до якої входило село Кудинівці. 
До села приєднано хутори Гальчина Долина, Гострий Горб та Кушелянка. Населення — 372 особи (2003).

## Населення

### Мова
Розподіл населення за рідною мовою за даними перепису 2001 року:
| Мова       | Кількість | Відсоток |
| ---------- | --------- | -------- |
| українська | 377       | 100%     |

## Історія
Поблизу Беримівців виявлено археологічні пам'ятки черняхівської та давньоруської культур.
Перша писемна згадка — 1532.
У 1932—1938 парохом у селі був Хабурський Степан, який організував Братства апостольства молитви і Марійської дружини, виступив ініціатором будівництва дзвіниці й читальні «Просвіта», засновником дитячого садка і сільськогосподраських курсів.
1 серпня 1934 року внаслідок адміністративної реформи село включене до новоствореної у Зборівському повіті об'єднаної сільської гміни Оліїв.
У міжвоєнний період в селі був кооператив. У 1938 році до кооперативу входило 56 членів, оборотний капітал був 3531 злотий, обороти (торги) — 11508 злотих, прибуток 820 злотих і видатки — 1146 злотих.
12 червня 2020 року, відповідно до розпорядження Кабінету Міністрів України № 724-р «Про визначення адміністративних центрів та затвердження територій територіальних громад Тернопільської області» увійшло до складу Зборівської міської громади.
19 липня 2020 року, в результаті адміністративно-територіальної реформи та ліквідації Зборівського району, село увійшло до складу Тернопільського району.

## Політика

### Парламентські вибори, 2019
На позачергових парламентських виборах 2019 року у селі функціонувала окрема виборча дільниця № 610411, розташована у приміщенні будинку культури.
Результати
- зареєстровано 272 виборці, явка 62,13%, найбільше голосів віддано за «Голос» — 18,45%, за «Слугу народу» — 17,26%, за Всеукраїнське об'єднання «Батьківщина» і Радикальну партію Олега Ляшка — по 14,88%[7]. В одномандатному окрузі найбільше голосів отримав Іван Чайківський (самовисування) — 36,14%, за Василя Мартюка (Голос) — 16,27%, за Тараса Юрика (Європейська Солідарність) — 15,66%[8].

## Пам'ятки

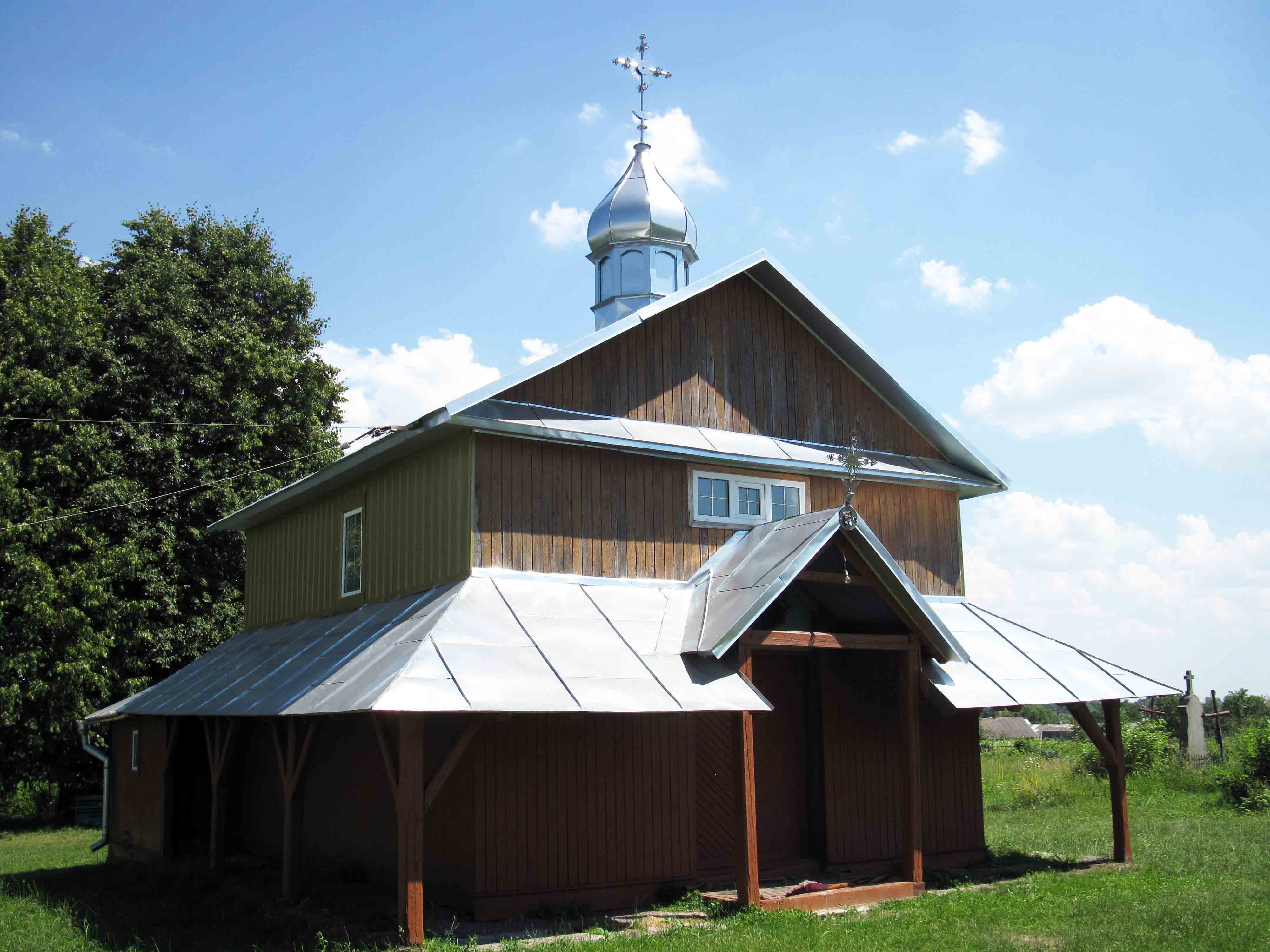
Дерев'яна церква св. Євстахія Плакиди (1924 р.)

Є дві церкви святого Євстахія Плакиди — 1924 р. дерев'яна та 2009 р. мурована.
Споруджено пам'ятники воїнам-односельцям, полеглим у німецько-радянській війні (1985), та на честь скасування панщини (реставровано 1992).

## Соціальна сфера
На території села діють загальноосвітня школа І-ІІ ступенів, Будинок культури, бібліотека, відділення зв'язку, ТзОВ «Теркон-Агро».

## Відомі люди

### Народилися
- Матвієйко Мирон Васильович — керівник Служби безпеки Закордонних частин ОУН, згодом радянський агент.

## Галерея

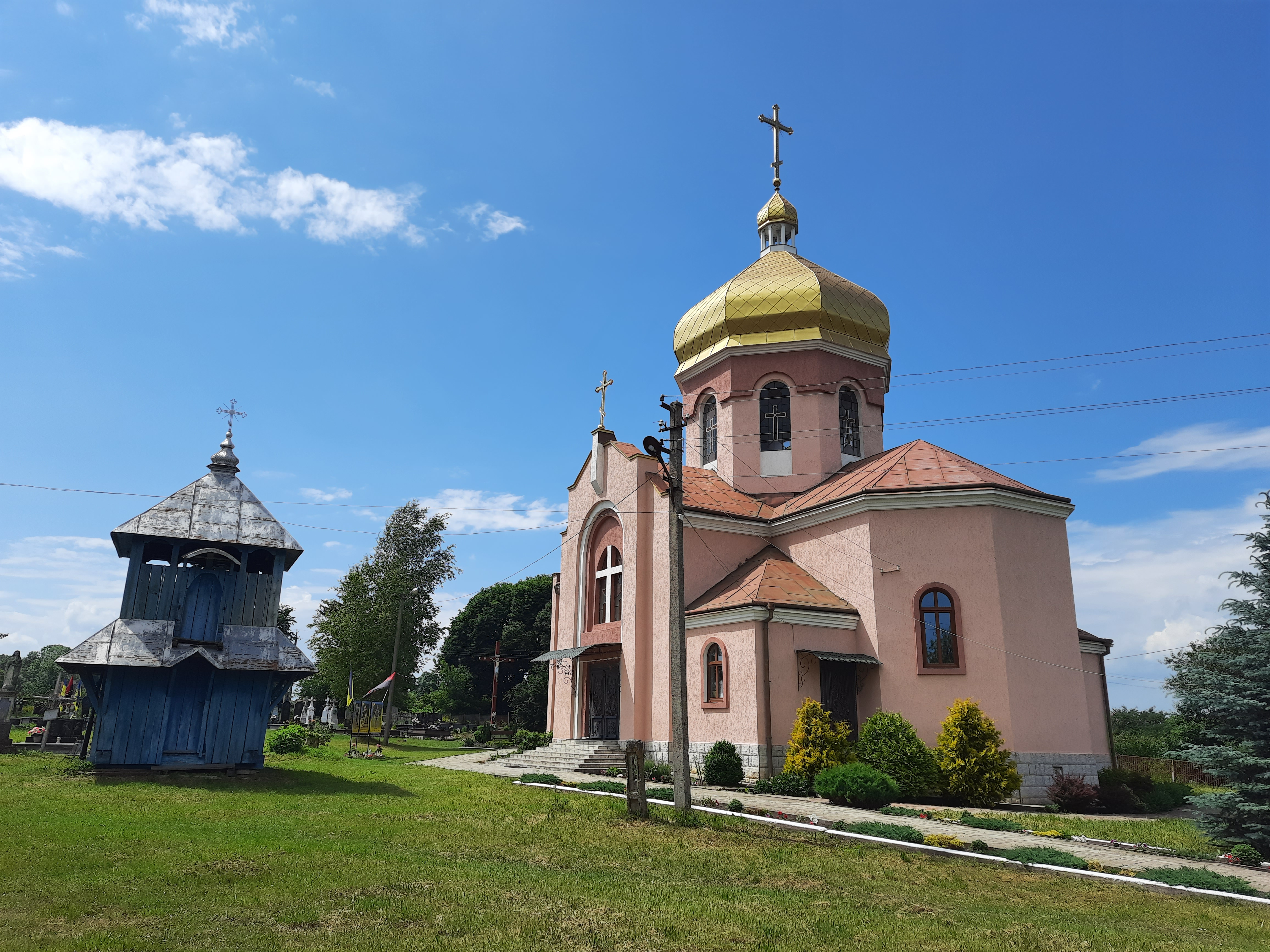
Церква Святого Великомученика Євстафія Плакиди 2009р.
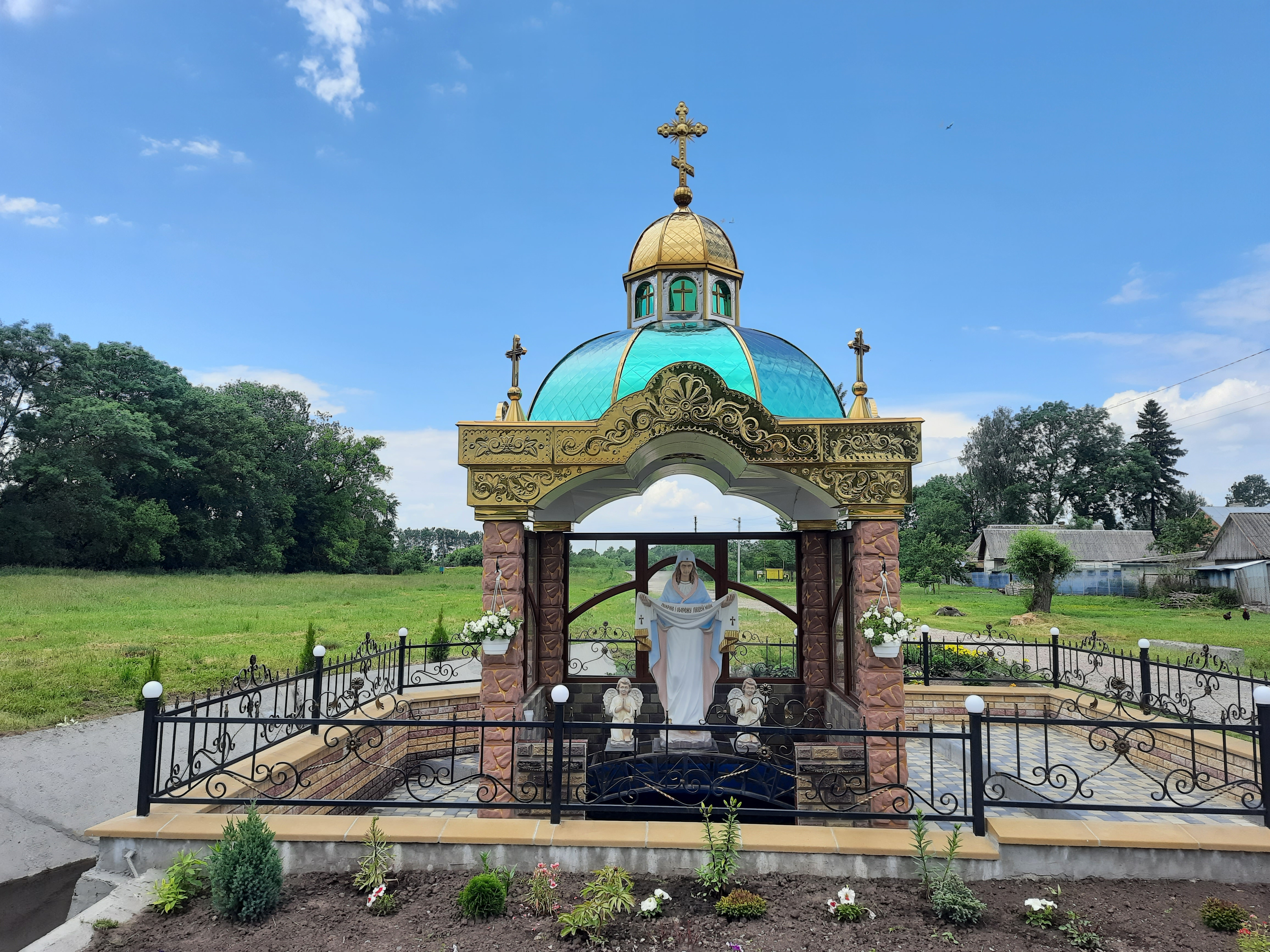
Статуя Божої Матері
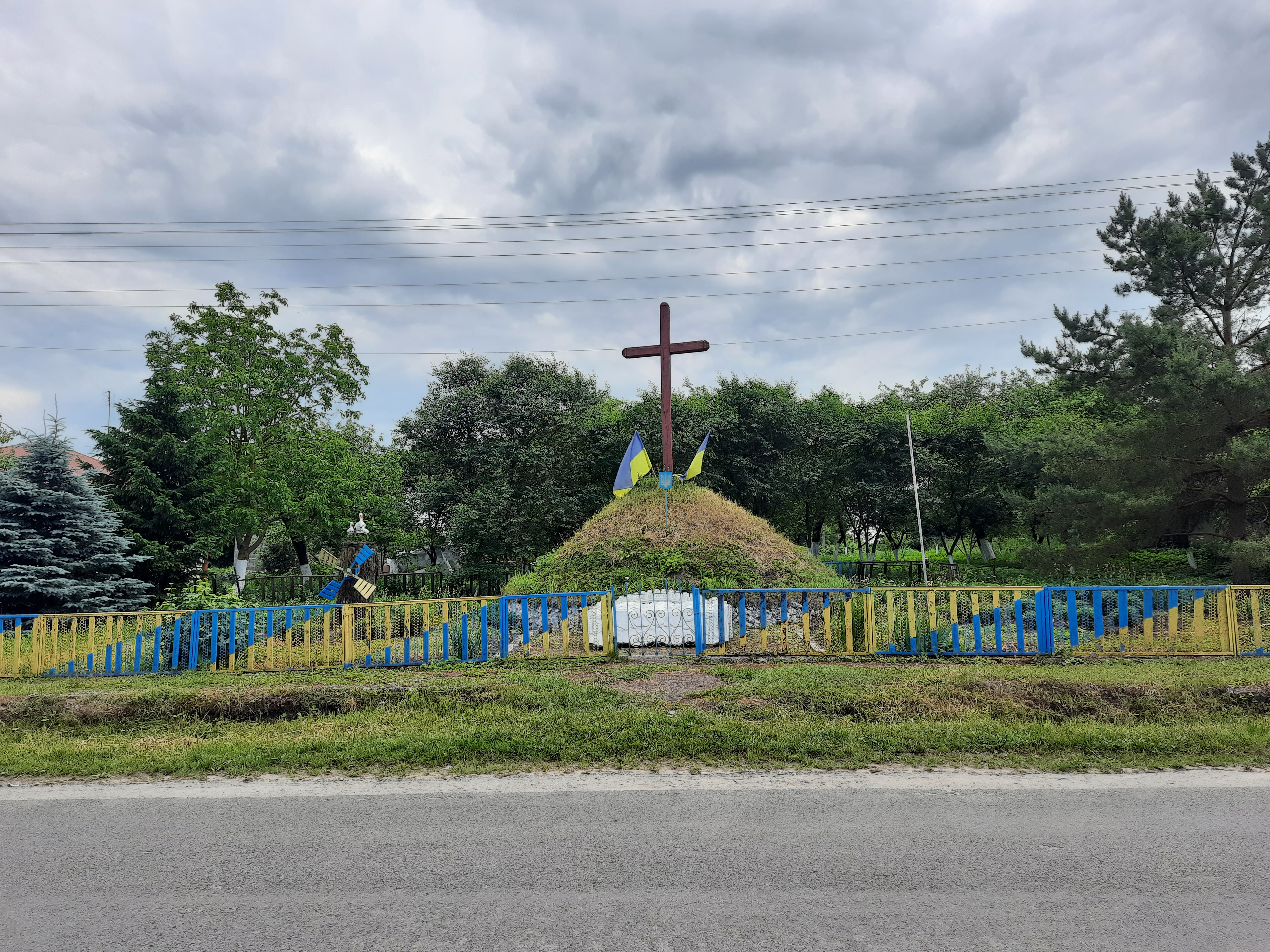
Символічна могила Борцям за волю України.
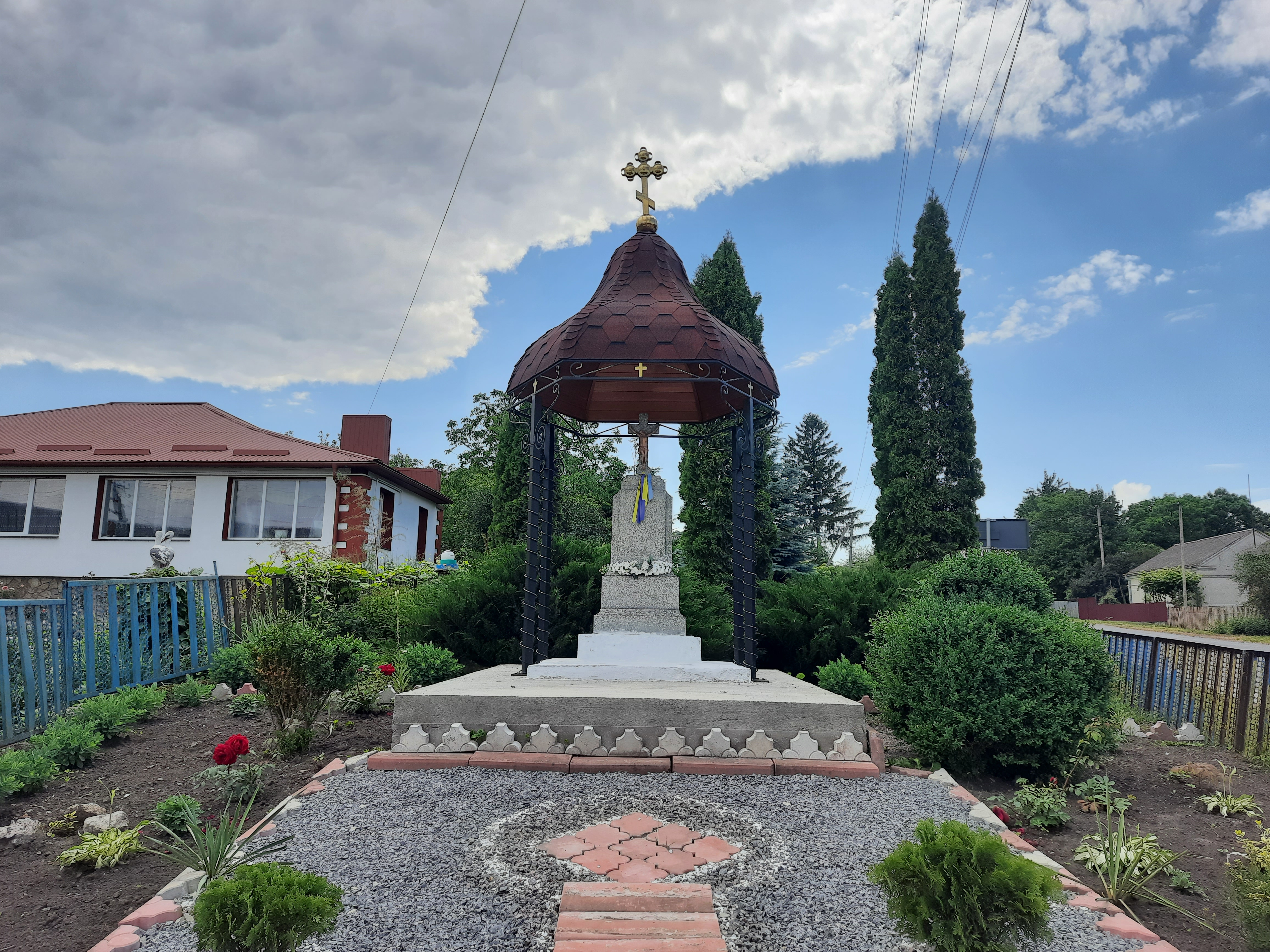
Пам'ятний хрест.
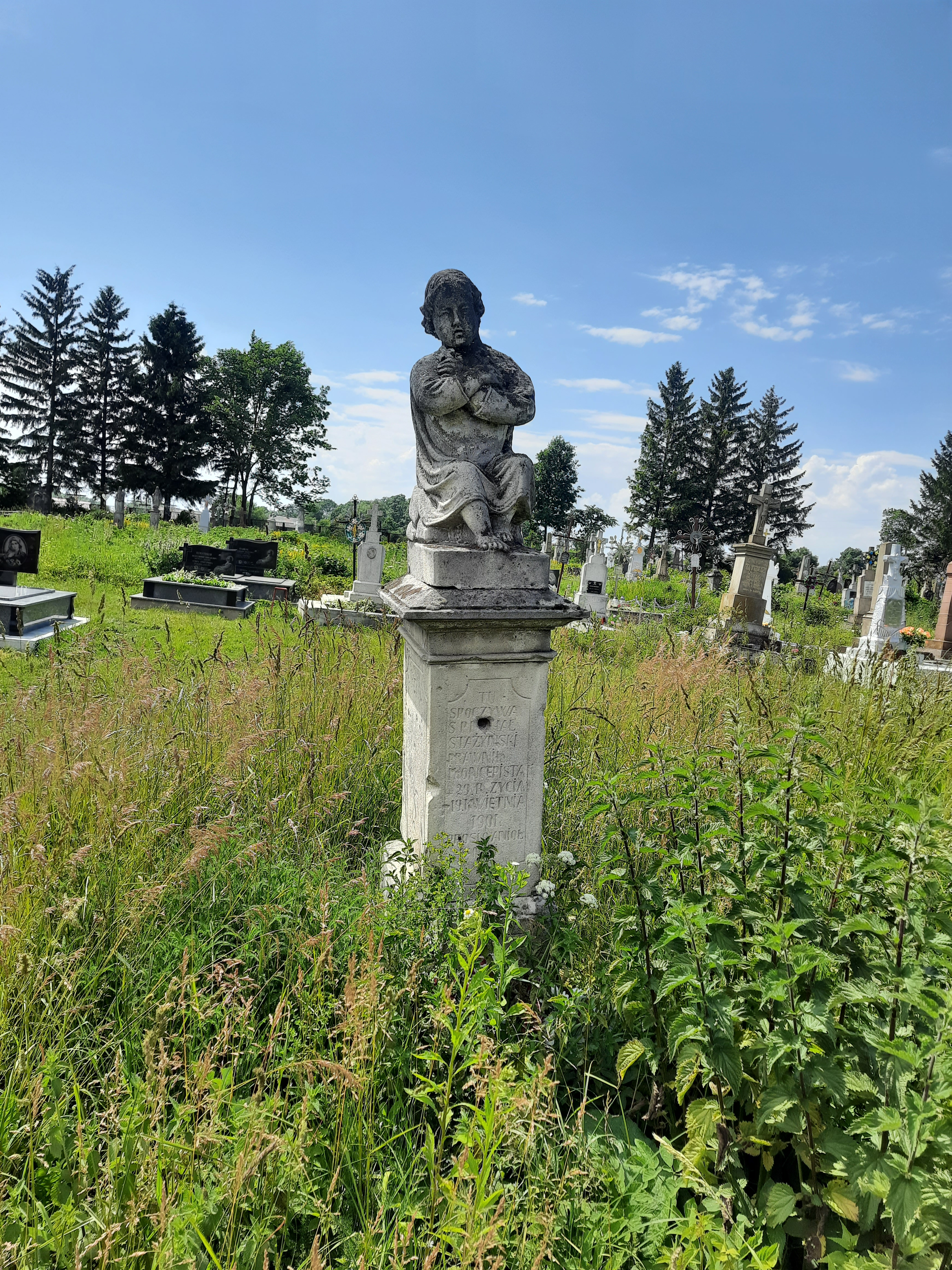
Старий цвинтар